# Louis Alexis Desmichels
Louis Alexis Desmichels (Digne, 15 marzo 1779 – Parigi, 7 giugno 1845) è stato un generale francese.
Durante la Monarchia di luglio ricoprì un ruolo fondamentale nella conquista dell'Algeria e nelle relazioni con Abd el-Kader col quale siglò un trattato (Trattato Desmichels) che da lui prende il nome.

## Biografia

### La Rivoluzione e l'Impero
Soldato del 13° ussari nell'anno II (1793–1794), passò dall'anno IV (1795–1796) nella compagnia delle guide a cavallo dell'armata d'Italia e dal 1799 prese parte alla campagna d'Egitto.
Tornato in Francia con Napoleone Bonaparte, venne nominato sergente e combatté nella Battaglia di Marengo giungendo sino al rango di sottotenente nella guardia a cavallo dei consoli.
Alla Battaglia di Ulma, promosso tenente, sorprese verso Norimberga la retroguardia austriaca ed alla testa di 30 cacciatori riuscì a far deporre le armi a 300 fanti nemici. Dopo questi suoi primi successi, riuscì a sconfiggere un intero plotone nemico catturando 400 uomini e 2 bandiere. Al termine di queste operazioni, venne promosso capitano, ottenne la croce di cavaliere della Legion d'onore e qualche tempo dopo passò al 31º cavalleria.
Prese parte alle restanti campagne napoleoniche sino ai Cento Giorni quando venne trasferito in Belgio come colonnello del 4º reggimento di cavalleria.

### La Restaurazione
Licenziato dall'esercito il 25 novembre 1815, venne richiamato in servizio nel 1821 e promosso colonnello dei cacciatori delle Ardenne (3° cacciatori).
Feldmaresciallo dal 30 luglio 1823, comandò la 2ª divisione della 7ª divisione militare Drôme.

### La Monarchia di luglio
Dopo la Rivoluzione di luglio del 1830, Luigi Filippo gli assegnò il dipartimento di Finistere, e nel 1832 una brigata di cavalleria a Weissembourg.

### Governatore di Orano
Nel 1833 venne inviato in Algeria e venne nominato comandante delle truppe francesi d'istanza a Orano. Sin dall'occupazione della città, i Garabat, tribù abitanti nella valle del Sig a 50 km da Orano, avevano iniziato lotte continue contro la presenza francese nell'area, e per questo il generale Desmichels decise di intervenire direttamente contro di loro (8 maggio) con 2000 uomini, spazzando e rimuovendo tutti i loro accampamenti. 300 arabi rimasero uccisi e molti furono anche i prigionieri.
Sempre nel maggio del 1833, 10.000 arabi al comando dell'emiro Abd el-Kader (di cui 9000 razziatori) si portarono in un campo a 3 km di distanza da Orano: il generale Desmichels non aveva ancora completato le fortificazioni in loco e quando il 27 maggio gli arabi decisero di attaccare i bastioni della città venne ingaggiata una fiera battaglia dove Abd el-Kader perse 800 uomini contro soli 2 morti e 30 feriti francesi.
Il 5 giugno, Desmichels assediò il ponte di Arzew, la cui occupazione avrebbe facilitato sicuramente l'attacco alla città di Mostaganem, ancora detenuta dai soldati turchi della formale Reggenza di Algeri.
Il 27 luglio, a capo della propria divisione, entrò a Mostaganem e la rafforzò. Attaccato dal popolo dei Cabili, riprese le energie per evitare ulteriori perdite. Nel contempo, il colonnello Pond ottenne una schiacciante vittoria sugli Zmélias e venne aiutato poi dallo stesso generale Desmichels.

#### Il trattato con Abd el-Kader (1834)
Come ricompensa per la condotta tenuta, Desmichels venne promosso generale di divisione il 31 dicembre 1833.
Ritornato da una spedizione contro gli Smalas, il 4 febbraio 1834, dopo aver battuto Abd el-Kader, siglò con lui un trattato col quale la Francia riconosceva la sovranità dell'emiro di Orano in cambio del riconoscimento della presenza francese sui villaggi costieri.
Per questo trattato, concluso in maniera disonesta (il testo francese non era corrispondente a quello arabo che appariva più vantaggioso per l'emiro), Desmichels soffrì del pubblico discredito. Nel febbraio del 1835 venne rimosso dal proprio incarico e rimpiazzato dal generale Trezel.

### Gli ultimi anni
Nel 1838 venne chiamato al comando della 17ª divisione militare in Corsica e fece parte della commissione di cavalleria.